# Tul·li Ciceró
Tul·li Ciceró va ser el nom de família, de la gens Túl·lia. Els Tul·li Ciceró estaven establerts des de temps immemorials a Arpinium i van rebre la plena ciutadania romana l'any 188 aC.
Mai van aspirar a cap distinció política fins al temps del famós orador Ciceró, que va plantejar la necessitat de sortir d'aquella mediocritat en el nom. Després de la mort de l'orador, el nom va tornar a decaure.

## Genealogia
- Marc Tul·li Ciceró, avi de Ciceró el famós orador.
  - Marc Tul·li Ciceró, fill de Marc Tul·li Ciceró i pare de Ciceró l'orador.
    - Marc Tul·li Ciceró l'orador, orador i cònsol romà
      - Marc Tul·li Ciceró el jove, fill únic de Marc Tul·li Ciceró l'orador

    - Quint Tul·li Ciceró, fill de Marc Tul·li Ciceró II i germà de Marc Tul·li Ciceró l'orador
      - Quint Tul·li Ciceró el jove, fill de Quint Tul·li Ciceró

  - Luci Tul·li Ciceró el vell, fill de Marc Tul·li Ciceró
    - Luci Tul·li Ciceró el jove, fill de Luci Tul·li Ciceró el vell